# 圣泉寺 (北京)
參數所指定的目標頁面不存在，建議更正成存在頁面或直接建立下列一個頁面（建立前請先搜尋是否有合適的存在頁面可以取代）：
- 圣泉寺 (消歧义)

圣泉寺，位于北京市怀柔区桥梓镇口头村，是一座汉传佛教寺院。

## 历史
圣泉寺位于怀柔区桥梓镇口头村圣泉山上。据圣泉寺院内的观音禅寺碑文记载，圣泉寺始建于唐朝，明朝僧人朗公碧天经多年募化，由其弟子定澄禅师主持在明朝成化年间（1462年）重修。清朝嘉庆年间，口头村乡绅大户集资再度全面重修。2006年4月28日，口头村投资2000余万元人民币，历经三年修缮的圣泉寺重光，作为怀柔圣泉寺风景区对外开放。2007年6月，怀柔区民宗办将该寺交由僧团管理使用，明奘法师受到怀柔区民宗办邀请组建僧团并在2007年6月12日入住该寺。2007年6月，在圣泉山脚成立圣泉寺筹建处，动工兴建佛教文化苑。佛教文化苑2007年6月18日动工，7月20日竣工。7月27日，在口头村委会租用农家小院，改为圣泉精舍，供居士来该寺共修食宿。2007年12月14日，圣泉寺举行宗教活动场所及国家AA级景区颁证仪式，由明奘法师率僧团正式接管。这是自1990年以来，北京周边首个由僧人自主管理的寺院。2008年4月28日，举行佛教文化苑开光大型活动。
由于该寺产权所属不清，口头村的怀柔圣泉寺风景区与明奘法师领导的圣泉寺僧团发生多次争执。2008年2月20日，僧团被迫撤出圣泉寺，2008年4月10日，为筹备圣泉寺佛教文化苑开光典礼，怀柔圣泉寺风景区重新请回僧团，2008年4月28日举行佛教文化苑开光典礼，所有捐献收入归怀柔圣泉寺风景区掌管，僧团无权过问。2008年6月初，怀柔圣泉寺风景区再次要求僧团完全撤出。据称，怀柔圣泉寺风景区为吸引投资，准备将圣泉寺交给投资方带来的僧人管理。2009年，明奘法师被怀柔圣泉寺风景区和怀柔区民宗办联合赶出圣泉寺。

## 建筑
2006年修复开放后，寺内有各类殿堂、南松北柏、圣泉古井、灵骨塔等古迹，古茶树、香炉石、滴水泉等自然景观，水车观赏园、大枣观光采摘园、家具展等人文景观。南天门隧道上有刻着365个不同字体的“福”字的平安钟。
该寺正殿圆通殿内供奉观音菩萨，东配殿为圣泉茶舍，西配殿为圣泉禅堂。